# (331) Эфериджия
(331) Эфериджия (лат. Etheridgea) — астероид главного пояса, принадлежащий к тёмному спектральному классу C. Он был открыт 1 апреля 1892 года французским астрономом Огюстом Шарлуа в обсерватории Ниццы. Происхождение названия неизвестно.